# Măgești, Bihor
Măgești (în maghiară Szászfalva) este satul de reședință al comunei cu același nume din județul Bihor, Crișana, România.